# إدوارد بي جاي كوربيت
إدوارد بي جاي كوربيت (بالإنجليزية: Edward P. J. Corbett)‏ هو كاتب أمريكي، ولد في 29 أكتوبر 1919 في جيمستاون في الولايات المتحدة، وتوفي في 24 يونيو 1998 في كولومبوس في الولايات المتحدة.